# Feadillo principensis
Feadillo principensis är en kräftdjursart som beskrevs av Helmut Schmalfuss och Franco Ferrara 1983. Feadillo principensis ingår i släktet Feadillo och familjen Armadillidae. Inga underarter finns listade i Catalogue of Life.